# Zhou Xiaochuan

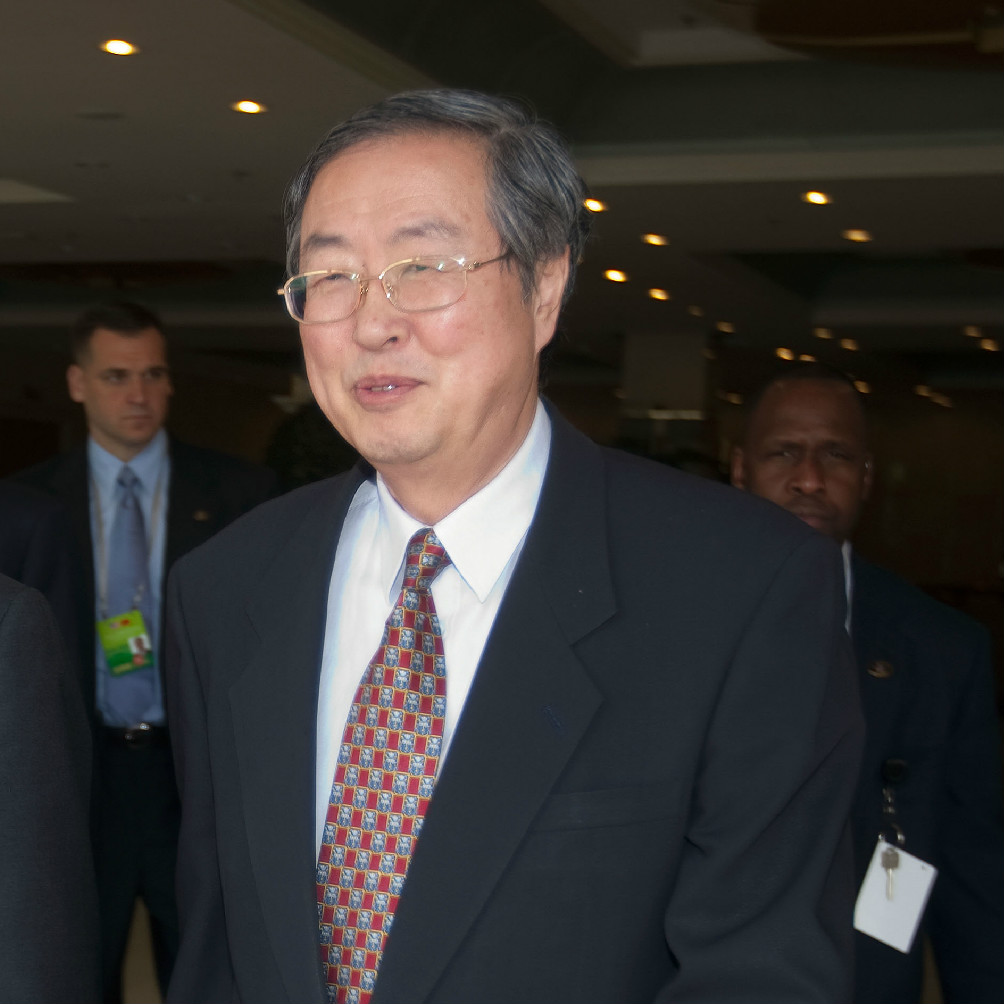
Zhou Xiaochuan

Zhou Xiaochuan (chinesisch 周小川, Pinyin Zhōu Xiǎochuān; * 1948)  ist ein chinesischer Ökonom und Banker. Von 2002 bis 2018 war er Gouverneur der Chinesischen Volksbank. Im Dezember 2010 wurde er vom amerikanischen Magazin Foreign Policy auf Platz 4 der 100 einflussreichsten Denker des Jahres gewählt. In der jährlich erscheinenden Liste der mächtigsten Personen der Welt des Forbes Magazine rangierte er 2011 auf Platz 14.

## Leben und Ausbildung
Zhou schloss 1975 sein Studium an der Universität für Chemieingenieurwesen Peking ab. 1985 erlangte er den Doktorgrad an der Tsinghua-Universität.

## Beruf
Von 1986 bis 1989 war Zhou Assistenzminister im chinesischen Wirtschaftsministerium. Von September 1991 bis September 1995 arbeitete Zhou als Vizepräsident in der Bank of China. Im Februar 1998 nahm er das Amt des Präsidenten der China Construction Bank an. 2000 wurde er Vorsitzender der chinesischen Wertpapier-Regulierungskommission. Im Dezember 2002 wurde er zum neuen Gouverneur der chinesischen Zentralbank, der Chinesischen Volksbank, ernannt.